# If du Japon
Espèce
Classification phylogénétique
Statut de conservation UICN

 LC  : Préoccupation mineure
Statut CITES
L'If du Japon (Taxus cuspidata) est une espèce de plantes de la famille des Taxacées. C'est un arbre ou arbuste originaire d'Asie. Il a une croissance lente, mais une longévité exceptionnelle (plusieurs centaines d'années, certains auraient plus de 2000 ans).

## Symbole
L'If du Japon symbolise la ville Kitami. Son nom en japonais est : イチイ (ichii).

## Description
- Feuillage persistant, feuilles plus larges et pointues
- Hauteur : 10 à 18 m ; entre 30 cm et 1,5 m selon les cultivars
- L'if est une espèce dioïque, c'est-à-dire qu'il existe des arbres dont les fleurs sont de type mâles et d'autres femelles.

## Étymologie
Le nom scientifique du genre Taxus est dérivé de "taxos" correspondant au nom grec de l'if européen qui signifie "arc". Le nom d'espèce cuspidata signifie quant à lui "pointu".

## Distribution
L'If du japon est présent au Japon, en Corée, Chine, et Russie

## Toxicité
Bien qu'il ne semble pas y avoir de littérature spécifique concernant la toxicité de l'espèce cuspidata, le genre Taxus est connu pour sa grande toxicité, tant pour l'homme que pour les animaux. En général, cette toxicité est plutôt citée en regard de l'If commun (Taxus baccata), le plus connu des ifs.

## Cultivars
- Taxus cuspidata var. 'Aurescens'
- Taxus cuspidata var. 'Bright-gold'
- Taxus cuspidata var. 'Densa'
- Taxus cuspidata var. 'Nana'
- Taxus cuspidata var. 'Spreading'
- Taxus cuspidata var. 'Stricta'
- Taxus cuspidata var. 'Hammersmith'